# Asociación Andaluza por la Solidaridad y la Paz
La Asociación Andaluza por la Solidaridad y la Paz (ASPA), fundada en 1987, fue la primera ONGD que se creó en Andalucía.[cita requerida]
ASPA, hunde su raíces en los procesos revolucionarios centroamericanos de los años ochenta, en el entorno de una Andalucía que buscaba salir de su secular abandono y reivindicaba sus señas de identidad. Así, se multiplican las propuestas y los gestos solidarios hacia otros pueblos también marginados y que también quieren tener su propia voz.
A lo largo de su existencia ASPA ha acompañado y apoyado, mediante proyectos de cooperación solidaria internacional y/o campañas de sensibilización en Andalucía, a comunidades y colectivos sociales de Bolivia, El Salvador, Nicaragua, Sahara, México, Cuba, Brasil, Perú, Uruguay, Ecuador, Paraguay, Honduras, Afganistán, Palestina, Panamá, Marruecos, Guatemala, Chile, Argentina, Benín, Togo  y Burkina Faso.
ASPA siempre ha considerado la educación global como la piedra angular de su proyecto, en otras palabras, "No podemos cambiar el mundo si no cambiamos antes nosotras/os y nuestra realidad más cercana (Andalucía)"

## Objetivo General
Contribuir a superar el actual orden internacional injusto, a través del desarrollo de programas educativos globales en los países del Norte, tendentes a un cambio de actitudes y valores que potencien un mundo más justo y solidario, y el estudio, asesoramiento, programación y gestión de programas integrales que tiendan a mejorar las condiciones de vida, dentro del respeto entre las culturas, de los pueblos del Sur y las minorías desfavorecidas del Norte, considerando el desarrollo científico-técnico como patrimonio de la Humanidad (artículo 1 de los Estatutos)

## Objetivos específicos
La existencia de esta Asociación tiene como fines (artículo 3 de los Estatutos):
- Fomentar la Educación Global, que pretende generar en la población en la que incidimos un cambio de actitudes y valores enmarcados en un proyecto social, político, económico y cultural que contempla una mayor justicia social, equidad entre mujeres y hombres, el respeto al entorno y los derechos fundamentales de todas las personas y pueblos.
- Favorecer un cambio progresivo en todos los sectores de la población andaluza, potenciando un compromiso transformador desde lo personal y local hacia lo colectivo y global.
- Contribuir al desarrollo de una sociedad más justa y equitativa entre mujeres y hombres en la cual gocen de las mismas oportunidades y derechos, mediante: educación, información, formación, cooperación, investigación, sensibilización y denuncia. Apoyo a organizaciones y redes de mujeres de carácter local, estatal y mundial.
- Seleccionar, analizar y transmitir información Local y Global sobre las causas y consecuencias del modelo económico dominante, así como de los proyectos y programas de cooperación con los pueblos del Sur.
- Formación en todos los ámbitos sociales, con especial hincapié en la formación del profesorado, educadores y jóvenes, para desarrollar la solidaridad y cooperación entre los pueblos.
- Sensibilización y concienciación de la opinión pública sobre los graves problemas económicos y sociales actuales.
- Denunciar y rechazar las políticas económicas-sociales que generan una sociedad individualista y competitiva, así como la imposición del modelo de una minoría sobre la mayoría que crea mayores diferencias aún entre enriquecidos y empobrecidos.
- Investigación de los problemas socioeconómicos y culturales de los países empobrecidos, para la elaboración de los proyectos y programas específicos, que contribuyan a corregir los déficits detectados, seguimiento y evaluación permanente de los mismos.
- Coordinación con organizaciones de índole social y política que tengan objetivos afines a esta organización
- Optamos por una concordancia ente métodos y fines, por lo que nuestra práctica educativa (desde los distintos ámbitos de intervención formal y no formal) debe ser coherente con los objetivos perseguidos; de ahí nuestra opción por enfoques metodológicos que aborden la globalidad de la persona (afectiva, intelectual, espiritual, social,...), y que potencien la cooperación y solidaridad como estrategias de construcción de una nueva sociedad.
- Asesoramiento técnico de proyectos y programas de cooperación solidaria, que inciden en la mejoría de las condiciones de vida de los países y comunidades locales más desfavorecidas. Estudio, elaboración y gestión de este tipo de programas y proyectos.
- Apoyo técnico, financiero y humano para los distintos proyectos y programas de cooperación impulsados por organismos gubernamentales y no gubernamentales, que tengan como finalidad la mejora de las condiciones de vida de los pueblos y comunidades del mundo.